# نوئل سینیبالدی
نوئل سینیبالدی (انگلیسی: Noël Sinibaldi; ۱۰ ژانویهٔ ۱۹۲۰ – ۲۸ اکتبر ۲۰۰۳) بازیکن فوتبال اهل فرانسه بود.
از باشگاه‌هایی که در آن بازی کرده‌است می‌توان به باشگاه فوتبال استاد رنس، باشگاه فوتبال آنژه، باشگاه فوتبال کن، باشگاه فوتبال نیم المپیک، و باشگاه فوتبال تولوز اشاره کرد.